# 伊瓦伊
伊瓦伊是巴西巴拉那州的一个市镇。总面积607.847平方公里，总人口13392人，人口密度22人/平方公里。